# Johann Adam Nodell
Johann Adam Nodell, auch Johannes Aram Noodell, Nodel, (* 1754 in Leeuwarden; † 4. Januar 1814 in Rotterdam) war ein niederländischer Philologe und Literaturwissenschaftler.

## Leben
Am Gymnasium unter Valentinus Slothouwer (1738–1822) absolvierte er seine ersten Studien in den alten Sprachen. Nachdem er am 16. Juni 1770 ein Studium an der Universität Franeker begonnen hatte, wurde er Rektor der Schulen in Dokkum, Kampen, Amersfoort und am Erasmusgymnasium in Rotterdam. 1783 wurde er als Nachfolger seines Lehrers Johannes Schrader (1721–1783) als Professor der griechischen Sprache an die Universität Franeker berufen. Jedoch hielt er es für besser seine Rotterdamer Tätigkeit aufrechtzuerhalten. 
Aus seiner Schule ist eine Vielzahl an berühmten Persönlichkeiten der niederländischen Geschichte hervorgegangen. Er ist auch als lateinischer Dichter in Erscheinung getreten, dessen Gedichte in mehreren niederländischen Veröffentlichungen publiziert wurden. Nodell wurde am 1. Dezember 1785 Mitglied der Gesellschaft der Künste und Wissenschaften in Utrecht und am 5. Juli 1809 korrespondierendes Mitglied der Königlich-Niederländischen Akademie der Wissenschaften.

## Werke
- Regina, lusus poëticus, Elegiae XIII. Franeker 1775
- Regina, lusus poëticus, Elegiae IV. Leuwarden 1775
- Regina, lusus poëticus. Liber alter. Groningen 1777
- Carminum Sylloge. Groningen 1794, 1796
- Rosillae basia Jano Secundo dicata. 1777, (ohne Namen)

Herausgeberschaften
- Criticarum Observationum Libellus. Campen 1781
- Flavii Aviani Fabulae ad NSS. codices collutas cum variis lectionibus in Ovidii Remedium amoris, Theodult Eclogam, Catonis Disticha, et Notis criticis in Scriptores aliquot veteres. Amsterdam 1781